# Nordhorsfjord
Nordhorsfjord est une localité du comté de Nordland, en Norvège.

## Géographie
Administrativement, Nordhorsfjord fait partie de la kommune de Bindal.